# Molibdomenite
La molibdomenite è un minerale.